# Живи машини
„Живи машини“ (на испански: Autómata) е испанско-български научнофантастичен филм с участието на Антонио Бандерас.
Филмът е режисиран от испанския режисьор Габе Иванез, който е също сценарист на филма с Игор Легарета и Хавиер Санчез Донате. Във филма още участват Хавиер Бардем, Биргите Хьорт Соренсен, Мелани Грифит, Дилън МакДермот, Робърт Форстър, Тим МакИнърни, Анди Наймън, Дейвид Райъл, Башар Рахал, Димитър Илков, Албена Ставрева.